# 중앙도서관 (시흥시)
시흥 중앙도서관은 경기도 시흥시 소재의 도서관이다.

## 연혁
- 2002년 5월 25일 개관.

## 시설현황
- 4층: 제1문화교실·제2문화교실, 시청각실
- 3층: 제1,2열람실
- 2층: 디지털정보실, 관장실, 사무실, 자료정리실
- 1층: 문헌정보실(1,2층 복층), 어린이정보실, 노약자장애인열람실, 전시실
- 지하1층: 기계·전기실, 보존서고, 식당 및 매점

## 이용 안내
- 4층: 문화교실1, 문화교실2, 시청각실
- 3층: 휴게실, 제1열람실, 제2열람실
- 2층: 관장실, 자료정리실, 사무실, 디지털정보실, 문헌정보실(1,2층 복층)
- 1층: 문헌정보실, 어린이정보실, 전시실
- 지하1층: 보존서고, 식당, 기계실, 전기실